# Grands Prix de France
Le championnat des Grands Prix de France fut créé par l'ACF au début de l'année 1952, regroupant huit Grands Prix de Formule 2, tous disputés sur une durée de trois heures. Les circuits choisis pour ces épreuves internationales furent Pau, Marseille-Borély, Linas-Montlhéry, Reims-Gueux, Rouen-Les Essarts, Les Sables-d'Olonne, Comminges et La Baule. Le barème des points reprenait celui alors en vigueur au championnat du monde, à savoir 8, 6, 4, 3 et 2 points pour les cinq premiers de chaque manche, et un point supplémentaire pour le meilleur tour en course. C'est le pilote italien Alberto Ascari, victorieux à cinq reprises sur Ferrari 500, qui remporta le titre de champion de France 1952. L'ACF ayant largement doté les Grands Prix de France (le total des primes, réparties sur les huit épreuves, atteignant soixante millions de francs), la formule attira de nombreux concurrents et incita la Commission sportive internationale à imposer la F2 pour l'organisation des Grands Prix de championnat du monde pour les saisons 1952 et 1953.

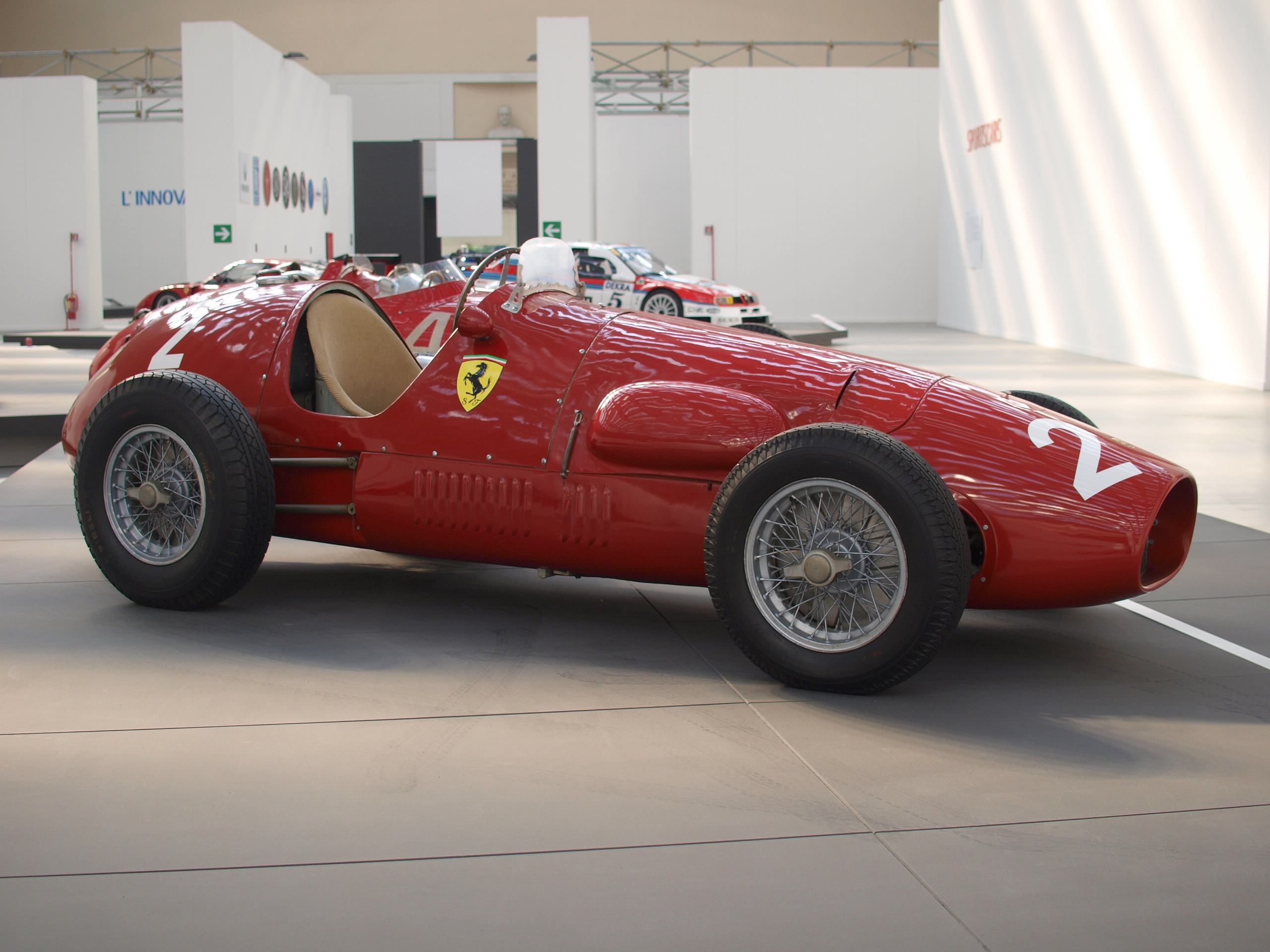
La Ferrari 500 F2 a remporté sept des huit Grands Prix de France 1952.

## Règlement technique Formule 2
- Catégorie : monoplace
- Moteurs non suralimentés : cylindrée inférieure à 2000 cm³
- Moteurs suralimentés : cylindrée inférieure à 500 cm³
- Carburant libre[4]

## Resultat
| Date       | Course                         | Circuit           | Vainqueur                  | Voiture |
| ---------- | ------------------------------ | ----------------- | -------------------------- | ------- |
| 14 avril   | Grand Prix de Pau              | Pau               | Alberto Ascari             | Ferrari |
| 27 avril   | Grand Prix de Marseille        | Parc Borély       | Alberto Ascari             | Ferrari |
| 25 mai     | Grand Prix de Paris            | Linas-Montlhéry   | Piero Taruffi              | Ferrari |
| 29 juin    | Grand Prix de la Marne         | Reims-Gueux       | Jean Behra                 | Gordini |
| 6 juillet  | Grand Prix de l'A.C.F.         | Rouen-les-Essarts | Alberto Ascari             | Ferrari |
| 13 juillet | Grand Prix des Sables-d'Olonne | Sables-d'Olonne   | Luigi Villoresi            | Ferrari |
| 10 août    | Grand Prix du Comminges        | Saint-Gaudens     | André Simon Alberto Ascari | Ferrari |
| 24 août    | Grand Prix de la Baule         | La Baule          | Alberto Ascari             | Ferrari |

## Déroulement de la saison

### Grand Prix de Pau
Résultats du XIIIe Grand Prix de Pau, disputé le 14 avril sur le circuit de Pau, 1er Grand Prix de France 1952. 
| Pos. | Pilote         | Voiture       | Tours | Temps      |
| ---- | -------------- | ------------- | ----- | ---------- |
| 1    | Alberto Ascari | Ferrari       | 99    | 3:05:06    |
| 2    | Louis Rosier   | Ferrari       | 96    | + 3 tours  |
| 3    | Jean Behra     | Simca-Gordini | 94    | + 5 tours  |
| 4    | Élie Bayol     | O.S.C.A.      | 92    | + 7 tours  |
| 5    | Eugène Martin  | Jicey         | 89    | + 10 tours |

- Meilleur tour en course : Alberto Ascari en 1 min 44 s 4 (97,690 km/h)

### Grand Prix de Marseille
Résultats du Xe Grand Prix de Marseille, disputé le 27 avril sur le circuit du Parc Borély, 2e Grand Prix de France 1952.
| Pos. | Pilote                    | Voiture       | Tours | Temps      |
| ---- | ------------------------- | ------------- | ----- | ---------- |
| 1    | Alberto Ascari            | Ferrari       | 134   | 2:56:27    |
| 2    | Prince Bira Robert Manzon | Simca-Gordini | 129   | + 5 tours  |
| 3    | Johnny Claes              | Simca-Gordini | 127   | + 7 tours  |
| 4    | Emmanuel de Graffenried   | Maserati      | 124   | + 10 tours |
| 5    | Élie Bayol                | O.S.C.A.      | 123   | + 11 tours |

- Meilleur tour en course : Giuseppe Farina en 1 min 15 s 4 (125,523 km/h)

### Grand Prix de Paris
Résultats du VIe Grand Prix de Paris, disputé le 25 mai sur l'autodrome de Linas-Montlhéry, 3e Grand Prix de France 1952.
| Pos. | Pilote                      | Voiture      | Tours | Temps      |
| ---- | --------------------------- | ------------ | ----- | ---------- |
| 1    | Piero Taruffi               | Ferrari      | 74    | 3:01:55    |
| 2    | Giuseppe Farina André Simon | Ferrari      | 71    | + 3 tours  |
| 3    | Louis Rosier                | Ferrari      | 70    | + 4 tours  |
| 4    | Lance Macklin Peter Collins | HW Motors    | 64    | + 10 tours |
| 5    | Marcel Balsa                | BMW Speciale | 58    | + 16 tours |

- Meilleur tour en course : Piero Taruffi en 2 min 21 s 2 (160,190 km/h)

### Grand Prix de la Marne
Résultats du XIIIe Grand Prix de la Marne, disputé le 29 juin sur le circuit de Reims-Gueux, 4e Grand Prix de France 1952.
| Pos. | Pilote                         | Voiture | Tours | Temps     |
| ---- | ------------------------------ | ------- | ----- | --------- |
| 1    | Jean Behra                     | Gordini | 71    | 3:00:53   |
| 2    | Giuseppe Farina                | Ferrari | 70    | + 1 tour  |
| 3    | Alberto Ascari Luigi Villoresi | Ferrari | 70    | + 1 tour  |
| 4    | Prince Bira                    | Gordini | 69    | + 2 tours |
| 5    | Louis Rosier                   | Ferrari | 65    | + 6 tours |

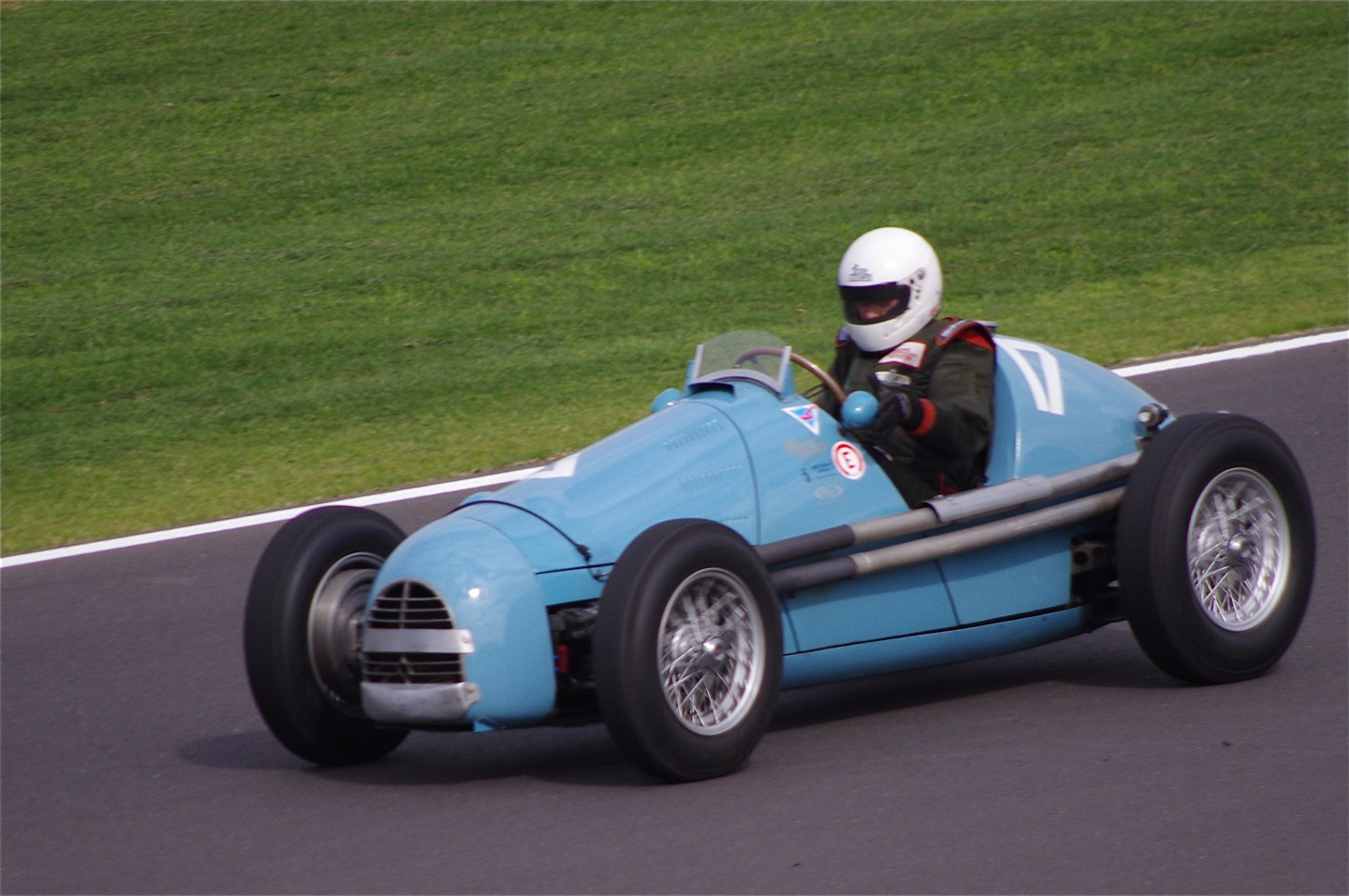
La Gordini T16, victorieuse à Reims.

- Meilleur tour en course : Alberto Ascari en 2 min 28 s 2 (174,850 km/h)

### Grand Prix de l'A.C.F.
Résultats du XXXIXe Grand Prix de l'A.C.F., disputé le 6 juillet sur le circuit de Rouen-les-Essarts, 4e manche du championnat du monde et 5e Grand Prix de France 1952.
| Pos. | Pilote              | Voiture       | Tours | Temps     |
| ---- | ------------------- | ------------- | ----- | --------- |
| 1    | Alberto Ascari      | Ferrari       | 76    | 3:00:20:2 |
| 2    | Giuseppe Farina     | Ferrari       | 76    | + 45 s 3  |
| 3    | Piero Taruffi       | Ferrari       | 75    | + 1 tour  |
| 4    | Robert Manzon       | Gordini       | 74    | + 2 tours |
| 5    | Maurice Trintignant | Simca-Gordini | 72    | + 4 tours |

- Meilleur tour en course : Alberto Ascari en 2 min 17 s 3 (133,722 km/h)

### Grand Prix des Sables-d'Olonne
Résultats du IIe Grand Prix des Sables-d'Olonne, disputé le 13 juillet sur le circuit des Sables-d'Olonne, 6e Grand Prix de France 1952.
| Pos. | Pilote                    | Voiture  | Tours | Temps      |
| ---- | ------------------------- | -------- | ----- | ---------- |
| 1    | Luigi Villoresi           | Ferrari  | 136   | 3:00:06    |
| 2    | Peter Collins             | HWM-Alta | 133   | + 3 tours  |
| 3    | Johnny Claes              | Gordini  | 131   | + 5 tours  |
| 4    | Prince Bira Robert Manzon | Gordini  | 129   | + 7 tours  |
| 5    | Yves Giraud-Cabantous     | HWM-Alta | 114   | + 22 tours |

- Meilleur tour en course : Alberto Ascari en 1 min 12 s 3 (117,012 km/h)

### Grand Prix du Comminges
Résultats du XVIe Grand Prix du Comminges, disputé le 10 août sur le circuit du Comminges à Saint Gaudens, 7e Grand Prix de France 1952.
| Pos. | Pilote                     | Voiture  | Tours | Temps      |
| ---- | -------------------------- | -------- | ----- | ---------- |
| 1    | André Simon Alberto Ascari | Ferrari  | 95    | 3:00:46    |
| 2    | Giuseppe Farina            | Ferrari  | 94    | + 1 tour   |
| 3    | Jean Behra                 | Gordini  | 89    | + 6 tours  |
| 4    | Graham Whitehead           | Alta     | 89    | + 6 tours  |
| 5    | Emmanuel de Graffenried    | Maserati | 84    | + 11 tours |

- Meilleur tour en course : Alberto Ascari en 1 min 51 s 2 (142,187 km/h)

### Grand Prix de la Baule
Résultats du XIe Grand Prix de la Baule, disputé le 24 août sur le circuit de La Baule, 8e Grand Prix de France 1952.
| Pos. | Pilote                | Voiture  | Tours | Temps     |
| ---- | --------------------- | -------- | ----- | --------- |
| 1    | Alberto Ascari        | Ferrari  | 87    | 3:00:30   |
| 2    | Luigi Villoresi       | Ferrari  | 86    | + 1 tour  |
| 3    | Louis Rosier          | Ferrari  | 83    | + 4 tours |
| 4    | Peter Collins         | HWM-Alta | 82    | + 5 tours |
| 5    | Yves Giraud-Cabantous | HWM-Alta | 80    | + 7 tours |

- Meilleur tour en course : Luigi Villoresi en 2 min 01 s 1 (126,936 km/h)

## Classement des pilotes
| Pos. | Pilote                  | Voiture       | Points |
| ---- | ----------------------- | ------------- | ------ |
| 1    | Alberto Ascari          | Ferrari       | 49     |
| 2    | Giuseppe Farina         | Ferrari       | 25     |
| 3    | Luigi Villoresi         | Ferrari       | 19     |
| 4    | Louis Rosier            | Gordini       | 18     |
| 5    | Jean Behra              | Gordini       | 16     |
| 6    | André Simon             | Ferrari       | 14     |
| 7    | Piero Taruffi           | Ferrari       | 13     |
| -    | Peter Collins           | HWM           | 12     |
| 9    | Prince Bira             | Simca-Gordini | 12     |
| 10   | Johnny Claes            | Simca-Gordini | 13     |
| 11   | Robert Manzon           | Gordini       | 12     |
| -    | Emmanuel de Graffenried | Maserati      | 12     |
| 13   | Élie Bayol              | O.S.C.A.      | 5      |
| 14   | Yves Giraud-Cabantous   | HWM           | 4      |
| 15   | Graham Whitehead        | Alta          | 3      |
| -    | Lance Macklin           | HWM           | 3      |
| 17   | Marcel Balsa            | BMW           | 2      |
| -    | Eugène Martin           | Jicey         | 2      |
| -    | Maurice Trintignant     | Simca-Gordini | 2      |